# Cubaanse trogon
De Cubaanse trogon (Priotelus temnurus) is een vogel uit de familie van de  trogons (Trogonidae).

## Verspreiding en leefgebied
Deze soort is endemisch op Cuba en telt twee ondersoorten:
- P. t. temnurus: Cuba.
- P. t. vescus: het eiland Isla de la Juventud.

## Status
De grootte van de populatie is niet gekwantificeerd maar de soort wordt omschreven als algemeen. Op de Rode lijst van de IUCN heeft deze soort de status niet bedreigd.